# Centaurium littorale
Centaurium littorale là một loài thực vật có hoa trong họ Long đởm. Loài này được (Turner) Gilmour mô tả khoa học đầu tiên năm 1937.